# Gran Premio di superbike di Phillip Island 2001
Il Gran Premio di superbike di Phillip Island 2001 è stato la terza prova su tredici del campionato mondiale Superbike 2001, disputato il 22 aprile sul circuito di Phillip Island, ha visto la vittoria di Colin Edwards in gara 1, mentre la gara 2 non si è disputata a causa del maltempo.
La vittoria nella gara valevole per il campionato mondiale Supersport è stata invece ottenuta da Kevin Curtain.

## Risultati

### Gara 1

#### Arrivati al traguardo[3]
| Pos. | Nº  | Pilota              | Squadra               | Motocicletta     | Giri | Tempo     | Griglia | Punti |
| ---- | --- | ------------------- | --------------------- | ---------------- | ---- | --------- | ------- | ----- |
| 1º   | 1   | Colin Edwards       | Castrol Honda         | Honda VTR 1000 S | 22   | 39:58.665 | 3º      | 25    |
| 2º   | 8   | Tadayuki Okada      | Castrol Honda         | Honda VTR 1000 S | 22   | +0:04.455 | 9º      | 20    |
| 3º   | 21  | Troy Bayliss        | Ducati Infostrada     | Ducati 996 R     | 22   | +0:22.884 | 5º      | 16    |
| 4º   | 5   | Akira Yanagawa      | Kawasaki Racing       | Kawasaki ZX 7RR  | 22   | +0:49.731 | 10º     | 13    |
| 5º   | 36  | Broc Parkes         | Ducati NCR            | Ducati 996 RS    | 22   | +1:17.183 | 8º      | 11    |
| 6º   | 3   | Troy Corser         | Aprilia Axo           | Aprilia RSV 1000 | 22   | +1:17.998 | 1º      | 10    |
| 7º   | 4   | Pierfrancesco Chili | Suzuki Alstare Corona | Suzuki GSX R750  | 22   | +1:38.610 | 14º     | 9     |
| 8º   | 24  | Stéphane Chambon    | Suzuki Alstare Corona | Suzuki GSX R750  | 22   | +1:39.639 | 17º     | 8     |
| 9º   | 33  | Robert Ulm          | Gerin WSBK            | Ducati 996 RS    | 21   | +1 giro   | 24º     | 7     |
| 10º  | 51  | Marty Craggill      | Pacific               | Ducati 996 RS    | 21   | +1 giro   | 22º     | 6     |
| 11º  | 100 | Neil Hodgson        | GSE Racing            | Ducati 996 RS    | 21   | +1 giro   | 2º      | 5     |
| 12º  | 99  | Steve Martin        | DFX Racing            | Ducati 996 RS    | 21   | +1 giro   | 12º     | 4     |
| 13º  | 45  | Alistair Maxwell    | SRT Almax             | Kawasaki ZX 7RR  | 21   | +1 giro   | 25º     | 3     |
| 14º  | 52  | James Toseland      | GSE Racing            | Ducati 996 RS    | 21   | +1 giro   | 19º     | 2     |
| 15º  | 23  | Jiří Mrkývka        | JM SBK                | Ducati 996 RS    | 21   | +1 giro   | 26º     | 1     |

#### Ritirati
| Nº  | Pilota            | Squadra              | Motocicletta     | Giri | Griglia |
| --- | ----------------- | -------------------- | ---------------- | ---- | ------- |
| 155 | Ben Bostrom       | Ducati L&M           | Ducati 996 R     | 20   | 4º      |
| 35  | Giovanni Bussei   | Ducati NCR           | Ducati 996 RS    | 16   | 18º     |
| 46  | Mauro Sanchini    | Pedercini            | Ducati 996 RS    | 16   | 21º     |
| 31  | Michele Malatesta | Kawasaki Bertocchi   | Kawasaki ZX 7RR  | 14   | 23º     |
| 6   | Gregorio Lavilla  | Kawasaki Racing      | Kawasaki ZX 7RR  | 13   | 7º      |
| 20  | Marco Borciani    | Pedercini            | Ducati 996 RS    | 11   | 20º     |
| 7   | Juan Borja        | Panavto Yamaha       | Yamaha R7        | 10   | 16º     |
| 11  | Rubén Xaus        | Ducati Infostrada    | Ducati 996 R     | 8    | 11º     |
| 26  | Warwick Nowland   | Ghelfi Art           | Honda VTR 1000 R | 7    | 30º     |
| 27  | Bertrand Stey     | White Endurance      | Honda SP         | 7    | 28º     |
| 19  | Hitoyasu Izutsu   | Kawasaki Racing      | Kawasaki ZX 7RR  | 4    | 13º     |
| 55  | Régis Laconi      | Aprilia Axo          | Aprilia RSV 1000 | 4    | 6º      |
| 42  | Jay Normoyle      | Light Paths Warren & | Suzuki GSX R750  | 3    | 27º     |
| 22  | Lucio Pedercini   | Pedercini            | Ducati 996 RS    | 2    | 15º     |

### Supersport

#### Arrivati al traguardo
| Pos. | Nº | Pilota               | Squadra              | Motocicletta    | Giri | Tempo     | Punti |
| ---- | -- | -------------------- | -------------------- | --------------- | ---- | --------- | ----- |
| 1º   | 11 | Kevin Curtain        | BKM Racing           | Honda CBR 600   | 21   | 39'32.490 | 25    |
| 2º   | 24 | Adam Fergusson       | Alpha Technick Castr | Honda CBR 600   | 21   | +2.220    | 20    |
| 3º   | 8  | Andrew Pitt          | Kawasaki Racing      | Kawasaki ZX 6R  | 21   | +12.674   | 16    |
| 4º   | 22 | Vittoriano Guareschi | Dienza Ducati Racing | Ducati 748      | 21   | +17.615   | 13    |
| 5º   | 7  | Pere Riba            | Ten Kate Honda       | Honda CBR 600   | 21   | +20.163   | 11    |
| 6º   | 23 | Dean Thomas          | Dienza Ducati Racing | Ducati 748      | 21   | +23.899   | 10    |
| 7º   | 2  | Paolo Casoli         | Yamaha Belgarda      | Yamaha YZF R6   | 21   | +31.744   | 9     |
| 8º   | 1  | Jörg Teuchert        | Wilbers Suspension   | Yamaha YZF R6   | 21   | +53.661   | 8     |
| 9º   | 26 | Ivan Goi             | BKM Racing           | Honda CBR 600   | 21   | +56.197   | 7     |
| 10º  | 14 | Christophe Cogan     | Saveko Dee Cee Jeans | Yamaha YZF R6   | 21   | +59.971   | 6     |
| 11º  | 16 | Christer Lindholm    | Yamaha Belgium       | Yamaha YZF R6   | 21   | +1'11.871 | 5     |
| 12º  | 33 | Robbie Baird         | RadarsTeam Yamaha    | Yamaha YZF R6   | 21   | +1'16.559 | 4     |
| 13º  | 25 | Markus Barth         | Alpha Technick Castr | Honda CBR 600   | 21   | +1'35.536 | 3     |
| 14º  | 12 | Piergiorgio Bontempi | T. Italia Lorenzini  | Yamaha YZF R6   | 21   | +1'40.861 | 2     |
| 15º  | 31 | Vittorio Iannuzzo    | DMR Racing           | Suzuki GSX R600 | 21   | +1'50.333 | 1     |
| 16º  | 4  | Christian Kellner    | Wilbers Suspension   | Yamaha YZF R6   | 21   | +1'51.463 |       |
| 17º  | 28 | Sébastien Le Grelle  | Moto 1 Honda Elf Dho | Honda CBR 600   | 20   | +1 giro   |       |
| 18º  | 17 | Ivan Clementi        | GiMotor Sport        | Yamaha YZF R6   | 20   | +1 giro   |       |
| 19º  | 99 | Fabien Foret         | Ten Kate Honda       | Honda CBR 600   | 20   | +1 giro   |       |
| 20º  | 63 | Brad Anassis         | Ducati NCR           | Ducati 748      | 20   | +1 giro   |       |
| 21º  | 35 | Stefano Cruciani     | T. Italia Lorenzini  | Yamaha YZF R6   | 19   | +2 giri   |       |
| 22º  | 19 | Agustín Escobar      | GiMotor Sport        | Yamaha YZF R6   | 19   | +2 giri   |       |
| 23º  | 34 | Jamie Stauffer       | RadarsTeam Yamaha    | Yamaha YZF R6   | 19   | +2 giri   |       |

#### Ritirati
| Nº | Pilota            | Squadra               | Motocicletta    | Giri |
| -- | ----------------- | --------------------- | --------------- | ---- |
| 37 | Katsuaki Fujiwara | Suzuki Alstare Corona | Suzuki GSX R600 | 13   |
| 21 | Chris Vermeulen   | Castrol Honda         | Honda CBR 600   | 11   |
| 5  | Karl Muggeridge   | Suzuki Alstare Corona | Suzuki GSX R600 | 10   |
| 6  | Iain MacPherson   | Kawasaki Racing       | Kawasaki ZX 6R  | 9    |
| 9  | Fabrizio Pirovano | DMR Racing            | Suzuki GSX R600 | 9    |
| 15 | Werner Daemen     | Yamaha Belgium        | Yamaha YZF R6   | 8    |
| 65 | Jan Hanson        | Saveko Dee Cee Jeans  | Yamaha YZF R6   | 7    |
| 44 | Antonio Carlacci  | DFX Racing            | Ducati 748      | 4    |
| 69 | James Whitham     | Yamaha Belgarda       | Yamaha YZF R6   | 4    |